# Jacob Ahlsson
Jacob Ahlsson (Kumla, Suecia, 3 de agosto de 1998) es un ciclista profesional sueco.

## Biografía
Tiene un hermano menor, Jonathan, que también es ciclista.
En julio de 2020 se distinguió al ganar la contrarreloj del campeonato sueco por delante de Tobias Ludvigsson. Al mes siguiente, participó en el Campeonato de Europa Sub-23 en Plouay, donde terminó decimoquinto en la contrarreloj y 99.º en la carrera en ruta.
En 2022 volvió a proclamarse por segunda vez campeón nacional de contrarreloj.

## Palmarés
2020
- Campeonato de Suecia Contrarreloj

2021
- 2.º en el Campeonato de Suecia Contrarreloj

2022
- Campeonato de Suecia Contrarreloj

2023
- Campeonato de Suecia Contrarreloj

2024
- 3.º en el Campeonato de Suecia Contrarreloj

## Equipos
- Motala AIF Serneke Allebike (2022)